# Lophoruza cretonia
Lophoruza cretonia är en fjärilsart som beskrevs av Swinhoe 1918. Lophoruza cretonia ingår i släktet Lophoruza och familjen nattflyn. Inga underarter finns listade i Catalogue of Life.